# FIBA European Championship 1993/94
Die Saison 1993/94 war die 37. Spielzeit der FIBA European Championship, die von der FIBA Europa veranstaltet und bis 1991 als FIBA Europapokal der Landesmeister bezeichnet wurde.
Den Titel gewann zum ersten Mal Joventut de Badalona aus Spanien.

## Format

### Teilnehmer
Es nahmen 42 Mannschaften am Wettbewerb teil, darunter der Titelverteidiger aus dem Vorjahr und die Meister sämtlicher nationalen Ligen.
Ligen, die Vertreter im letztjährigen Final Four hatten, durften zwei (Frankreich und Griechenland) oder sogar drei (Italien und Spanien) Mannschaften teilnehmen lassen.

### Modus
- Erste und zweite Runde:
  - Die Sieger der Spielpaarungen der ersten und der zweiten Runde wurden in Hin- und Rückspiel ermittelt. Entscheidend war das gesamte Korbverhältnis beider Spiele. Die Sieger der zweiten Runde erreichten die Gruppenphase, in der 16 Mannschaften um den Einzug ins Viertelfinale kämpften. Direkt für die Gruppenphase qualifiziert war der Titelverteidiger sowie die Meister aus Italien, Jugoslawien und Spanien.
- Gruppenphase, Viertelfinale und Final Four
  - Es wurden zwei Gruppen mit je acht Mannschaften gebildet. Das Format war ein Rundenturnier, jeder spielte zweimal gegen jeden, sodass ein jedes Team 14 Spiele absolvierte. Die jeweils vier Besten jeder Gruppe erreichten das Viertelfinale. Das Viertelfinale wurde im „Best-of-Three“ ausgetragen. Dabei trafen die Gruppenersten auf die Gruppenvierten und die Gruppenzweiten auf die Gruppendritten der jeweils anderen Gruppe. Das erste Spiel fand in der Halle des jeweils schlechter Platzierten statt, dass zweite und falls nötig dritte Spiel in der Halle des Besserplatzierten. Die vier Sieger erreichten das Final Four, aus welchem der Sieger des Wettbewerbs hervorging.

## 1. Runde
- Hinspiele: 9. September 1993
- Rückspiele: 16. September 1993

|                       | Gesamt  |                       | Hinspiel | Rückspiel |
| --------------------- | ------- | --------------------- | -------- | --------- |
| CS Universitatea Cluj | 145:202 | RTI Minsk             | 74:94    | 71:108    |
| KK Rabotnički Skopje  | 152:135 | Tunsgram-Honvéd       | 73:61    | 79:74     |
| ASK Brocēni           | 203:190 | KTP Basket            | 110:92   | 93:98     |
| Skanska Pezinok BC    | 151:167 | Fidefinanz Bellinzona | 79:76    | 72:91     |
| BK Budiwelnyk Kiew    | 143:170 | Guildford Kings       | 58:84    | 85:86     |
| BBC Résidence         | 130:180 | USK Prag              | 67:94    | 63:86     |
| KS Vllaznia           | 130:172 | SÜBA Sankt Pölten     | 60:94    | 70:78     |
| Hapoel Tel Aviv       | 150:162 | Benfica Lissabon      | 83:75    | 67:87     |
| ZSKA Moskau           | 150:154 | Smelt Olimpija        | 88:65    | 62:89     |
| Canoe Jeans Den Bosch | 172:165 | Śląsk Wrocław         | 87:82    | 85:83     |
| Keflavík ÍF           | 162:252 | Žalgiris Kaunas       | 98:128   | 64:124    |
| Lewski Sofia          | 178:174 | Achilleas             | 109:91   | 69:83     |

## Achtelfinale
- Hinspiele: 30. September 1993
- Rückspiele: 7. Oktober 1993

|                       | Gesamt  |                      | Hinspiel | Rückspiel     |
| --------------------- | ------- | -------------------- | -------- | ------------- |
| RTI Minsk             | 88:107  | FC Barcelona         | 88:107   | nur ein Spiel |
| KK Rabotnički Skopje  | 163:177 | EB Pau-Orthez        | 74:86    | 89:91         |
| ASK Brocēni           | 148:169 | Joventut de Badalona | 79:81    | 69:88         |
| Fidefinanz Bellinzona | 180:194 | Shampoo Clear Cantù  | 105:104  | 75:90         |
| Guildford Kings       | 151:149 | Hapoel Galil Elyon   | 86:78    | 65:71         |
| USK Prag              | 148:185 | Benetton Treviso     | 75:88    | 73:97         |
| Croatia Osiguranje    | 132:146 | Maes Pils Mechelen   | 72:63    | 60:83         |
| SÜBA Sankt Pölten     | 156:179 | KK Cibona Zagreb     | 78:85    | 78:94         |
| Benfica Lissabon      | 163:154 | Smelt Olimpija       | 87:63    | 76:91         |
| Canoe Jeans Den Bosch | 144:168 | Bayer 04 Leverkusen  | 84:83    | 60:85         |
| Žalgiris Kaunas       | 132:134 | Efes Pilsen          | 60:77    | 72:57         |
| Lewski Sofia          | 147:165 | Panathinaikos Athen  | 68:84    | 79:81         |

## Gruppenphase
Bei Punktgleichheit zweier oder dreier Teams entschied nicht das Korbverhältnis, sondern der direkte Vergleich untereinander.
| - 1. Spieltag: 28. Oktober 1993 - 2. Spieltag: 4. November 1993 - 3. Spieltag: 25. November 1993 - 4. Spieltag: 2. Dezember 1993 - 5. Spieltag: 9. Dezember 1993 - 6. Spieltag: 16. Dezember 1993 - 7. Spieltag: 6. Januar 1994 | - 8. Spieltag: 13. Januar 1994 - 9. Spieltag: 20. Januar 1994 - 10. Spieltag: 27. Januar 1994 - 11. Spieltag: 3. Februar 1994 - 12. Spieltag: 10. Februar 1994 - 13. Spieltag: 17. Februar 1994 - 14. Spieltag: 24. Februar 1994 |

### Gruppe A
| Team                   | Sp | S  | N  | P+   | P-   |
| ---------------------- | -- | -- | -- | ---- | ---- |
| 1. Olympiakos Piräus   | 14 | 11 | 3  | 1047 | 897  |
| 2. Real Madrid         | 14 | 9  | 5  | 1123 | 978  |
| 3. Limoges CSP         | 14 | 9  | 5  | 1013 | 979  |
| 4. FC Barcelona        | 14 | 8  | 6  | 1132 | 1067 |
| 5. Maes Pils Mechelen  | 14 | 8  | 6  | 1040 | 1072 |
| 6. Benetton Treviso    | 14 | 7  | 7  | 1085 | 1072 |
| 7. Bayer 04 Leverkusen | 14 | 4  | 10 | 1022 | 1045 |
| 8. Guildford Kings     | 14 | 0  | 14 | 889  | 1241 |

|            | Piräus | Madrid      | Limoges     | Barcelona | Mechelen | Treviso | Leverkusen | Guildford |
| ---------- | ------ | ----------- | ----------- | --------- | -------- | ------- | ---------- | --------- |
| Piräus     | *      | 75:73 n. V. | 59:67       | 82:64     | 71:63    | 80:65   | 92:70      | 96:51     |
| Madrid     | 57:58  | *           | 81:36       | 99:78     | 82:60    | 85:76   | 90:76      | 104:75    |
| Limoges    | 67:59  | 83:67       | *           | 88:82     | 90:53    | 87:89   | 71:54      | 72:55     |
| Barcelona  | 73:69  | 80:64       | 86:76 n. V. | *         | 84:63    | 77:68   | 64:90      | 94:55     |
| Mechelen   | 70:86  | 78:77       | 73:64       | 77:71     | *        | 86:85   | 70:64      | 91:65     |
| Treviso    | 73:79  | 64:80       | 61:65       | 93:82     | 89:73    | *       | 83:72      | 93:71     |
| Leverkusen | 53:70  | 67:83       | 87:67       | 79:88     | 73:86    | 60:70   | *          | 105:57    |
| Guildford  | 51:71  | 72:81       | 73:80       | 64:109    | 71:97    | 75:76   | 54:72      | *         |

### Gruppe B
| Team                    | Sp | S  | N  | P+   | P-   |
| ----------------------- | -- | -- | -- | ---- | ---- |
| 1. Efes Pilsen          | 14 | 10 | 4  | 1005 | 957  |
| 2. Panathinaikos Athen  | 14 | 9  | 5  | 1076 | 1024 |
| 3. Joventut de Badalona | 14 | 9  | 5  | 1116 | 1026 |
| 4. Buckle Beer Bologna  | 14 | 9  | 5  | 1139 | 1017 |
| 5. KK Cibona Zagreb     | 14 | 9  | 5  | 1126 | 1069 |
| 6. Benfica Lissabon     | 14 | 5  | 9  | 1016 | 1093 |
| 7. EB Pau-Orthez        | 14 | 3  | 11 | 1044 | 1155 |
| 8. Shampoo Clear Cantù  | 14 | 2  | 12 | 1011 | 1192 |

|          | Efes  | Athen       | Badalona    | Bologna | Zagreb      | Lissabon    | Orthez | Cantù  |
| -------- | ----- | ----------- | ----------- | ------- | ----------- | ----------- | ------ | ------ |
| Efes     | *     | 68:59       | 76:74 n. V. | 83:77   | 69:75 n. V. | 80:67       | 81:74  | 88:70  |
| Athen    | 67:82 | *           | 85:61       | 68:75   | 67:72       | 83:73       | 86:72  | 79:75  |
| Badalona | 66:53 | 81:86 n. V. | *           | 80:66   | 75:60       | 76:79 n. V. | 78:66  | 102:61 |
| Bologna  | 85:65 | 72:85       | 73:65       | *       | 114:86      | 97:57       | 76:61  | 88:57  |
| Zagreb   | 72:57 | 74:80       | 74:82       | 78:76   | *           | 75:63       | 91:80  | 83:77  |
| Lissabon | 61:77 | 69:76       | 78:89       | 102:90  | 67:66       | *           | 72:74  | 83:64  |
| Orthez   | 56:68 | 75:70       | 82:92       | 70:79   | 81:106      | 72:80       | *      | 115:82 |
| Cantù    | 54:58 | 75:85       | 87:95       | 60:71   | 81:114      | 74:65       | 94:66  | *      |

## Viertelfinale
- 1. Spiel: 10. März 1994
- 2. Spiel: 15. März 1994
- 3. Spiel: 17. März 1994

|                                          | Serie | 1     | 2     | 3     |
| ---------------------------------------- | ----- | ----- | ----- | ----- |
| Buckler Beer Bologna – Olympiakos Piräus | 1:2   | 77:64 | 69:89 | 62:65 |
| Joventut de Badalona – Real Madrid       | 2:0   | 88:69 | 71:67 | —     |
| FC Barcelona – Efes Pilsen               | 2:1   | 54:50 | 64:73 | 76:62 |
| Limoges CSP – Panathinaikos Athen        | 1:2   | 75:68 | 48:59 | 73:87 |

## Final Four

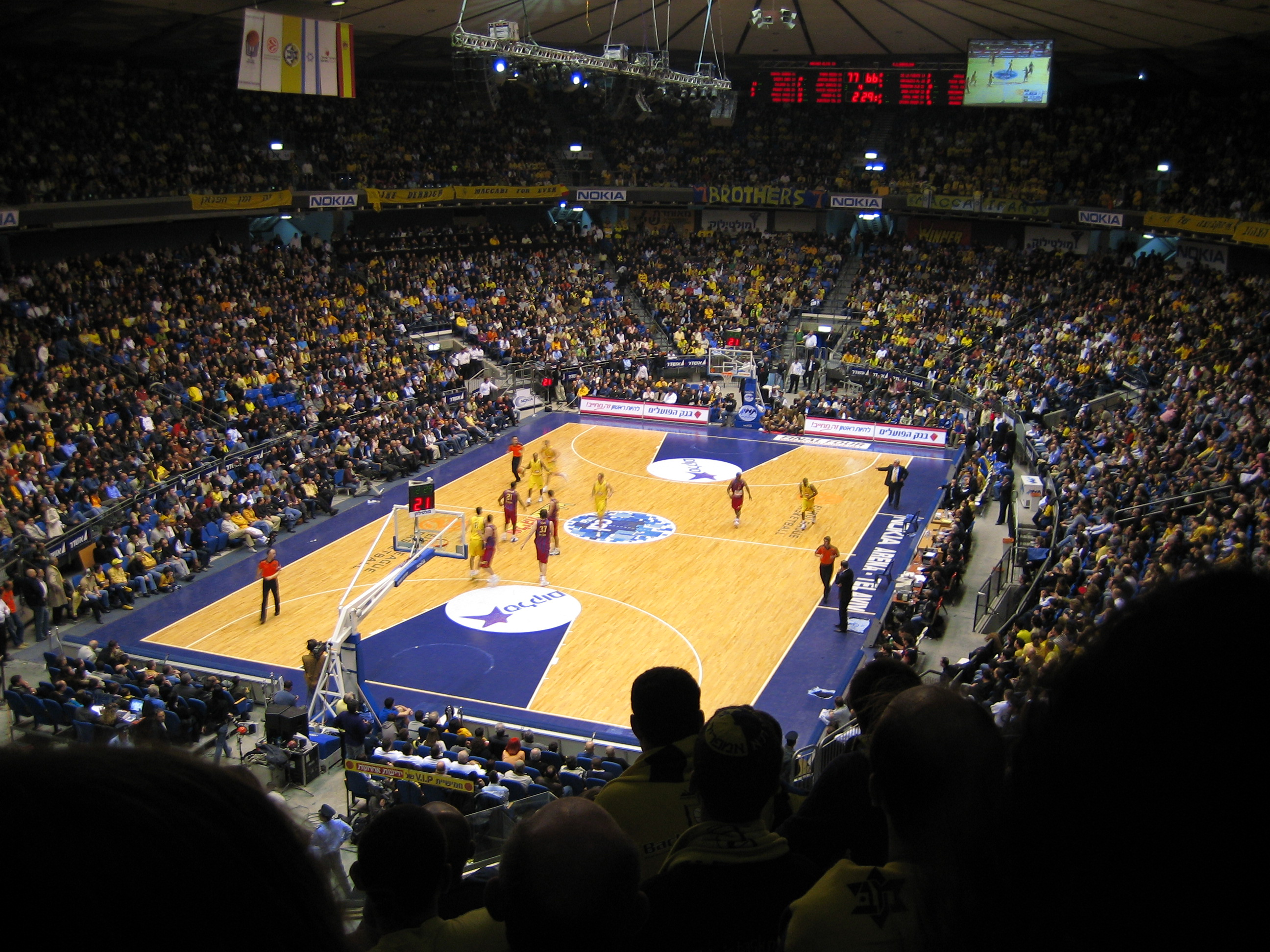
Yad Eliyahu Arena

Das Final Four fand vom 19. bis 21. April 1994 in der Yad Eliyahu Arena in Tel Aviv, Israel, statt.

### Halbfinale
Die Halbfinalspiele fanden am 19. April 1994 statt.
|                   | Ergebnis |                      |
| ----------------- | -------- | -------------------- |
| Olympiakos Piräus | 77:72    | Panathinaikos Athen  |
| FC Barcelona      | 65:79    | Joventut de Badalona |

### Spiel um Platz 3
Das Spiel um Platz 3 fand am 21. April 1994 statt.
|              | Ergebnis |                     |
| ------------ | -------- | ------------------- |
| FC Barcelona | 83:100   | Panathinaikos Athen |

### Finale
| Paarung              | Olympiakos Piräus – Joventut de Badalona |
| Ergebnis             | 57:59 |
| Datum                | 21. April 1994 |
| Halle                | Yad Eliyahu Arena, Tel Aviv |
| Zuschauer            | 8.000 |
| Olympiakos Piräus    | Efthimis Bakatsias 2 Punkte, Giorgos Sigalas 14, Žarko Paspalj 15, Roy Tarpley 12, Panagiotis Fasoulas 2, Antonis Stamatis, Milan Tomić 10, Dragan Tarlać Trainer: Giannis Ioannidis |
| Joventut de Badalona | Rafa Jofresa 4, Jordi Villacampa 16, Mike Smith 6, Corny Thompson 9, Ferran Martínez 17, Tomàs Jofresa5, Juan Antonio Morales 2 Trainer: Željko Obradović                            |

### Auszeichnungen

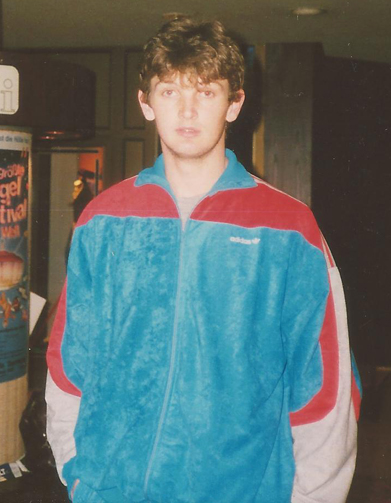
Final Four MVP: Žarko Paspalj

#### Alphonso Ford Top Scorer Trophy (Topscorer Saison)
- Nikos Galis (Panathinaikos Athen)

#### Final FourMVP
- Žarko Paspalj (Olympiakos Piräus)

#### Topscorer des Endspiels
- Ferran Martínez (Joventut de Badalona): 17 Punkte

#### All-Final Four Team
- Nikos Galis (Panathinaikos Athen)
- Giorgos Sigalas (Olympiakos Piräus)
- Jordi Villacampa (Joventut de Badalona)
- Žarko Paspalj (Olympiakos Piräus)
- Corny Thompson (Joventut de Badalona)